# Cal Caballol de Seró
Cal Caballol de Seró és un edifici de Seró, al municipi d'Artesa de Segre (Noguera) inclòs a l'Inventari del Patrimoni Arquitectònic de Catalunya.

## Descripció
Es tracta d'una antiga casa pairal cantonera amb tres carrers, mitgera i façana que fa de tancament de la plaça Major. Cal destacar la finestra de la façana lateral, oberta en el mur de maçoneria, amb motllures i llinda amb inscripcions de factura renaixentistes. La coberta malmesa s'ha canviat per fibrociment (uralita).

## Història
L'any 1628 és la data que figura en la llinda de la finestra renaixentista, mentre que el 1884 és l'any del portal del casal. Les llindes dels casals propers daten de 1749 i 1815.